# Shivaphis tilisucta
Shivaphis tilisucta är en insektsart. Shivaphis tilisucta ingår i släktet Shivaphis och familjen långrörsbladlöss. Inga underarter finns listade i Catalogue of Life.